# كارل هيمبل
كارل غوستاف همبل (بالألمانية: Carl Gustav Hempel) (ولد 8 يناير 1905 في أورينبرغ، ألمانيا - مات 9 نوفمبر 1997 في برينستون، نيو جيرسي) كان فيلسوفا علميا وشخصية رئيسية في الوضعية المنطقية في القرت العشرين. وهو معروف خصوصا بالتعبير عن النموذج الاستنتاجي-الطبيعى من التفسير العلمي، الذي كان يعتبر «النموذج القياسي» في التفسير العلمي خلال الخمسينات والستينات. وكما هو معروف بمفارقة ريفن، الذي يسلط الضوء على مشكلة الاستقراء.

## روابط خارجية
- كارل هيمبل على موقع الموسوعة البريطانية (الإنجليزية)